# Robert M. Beachy

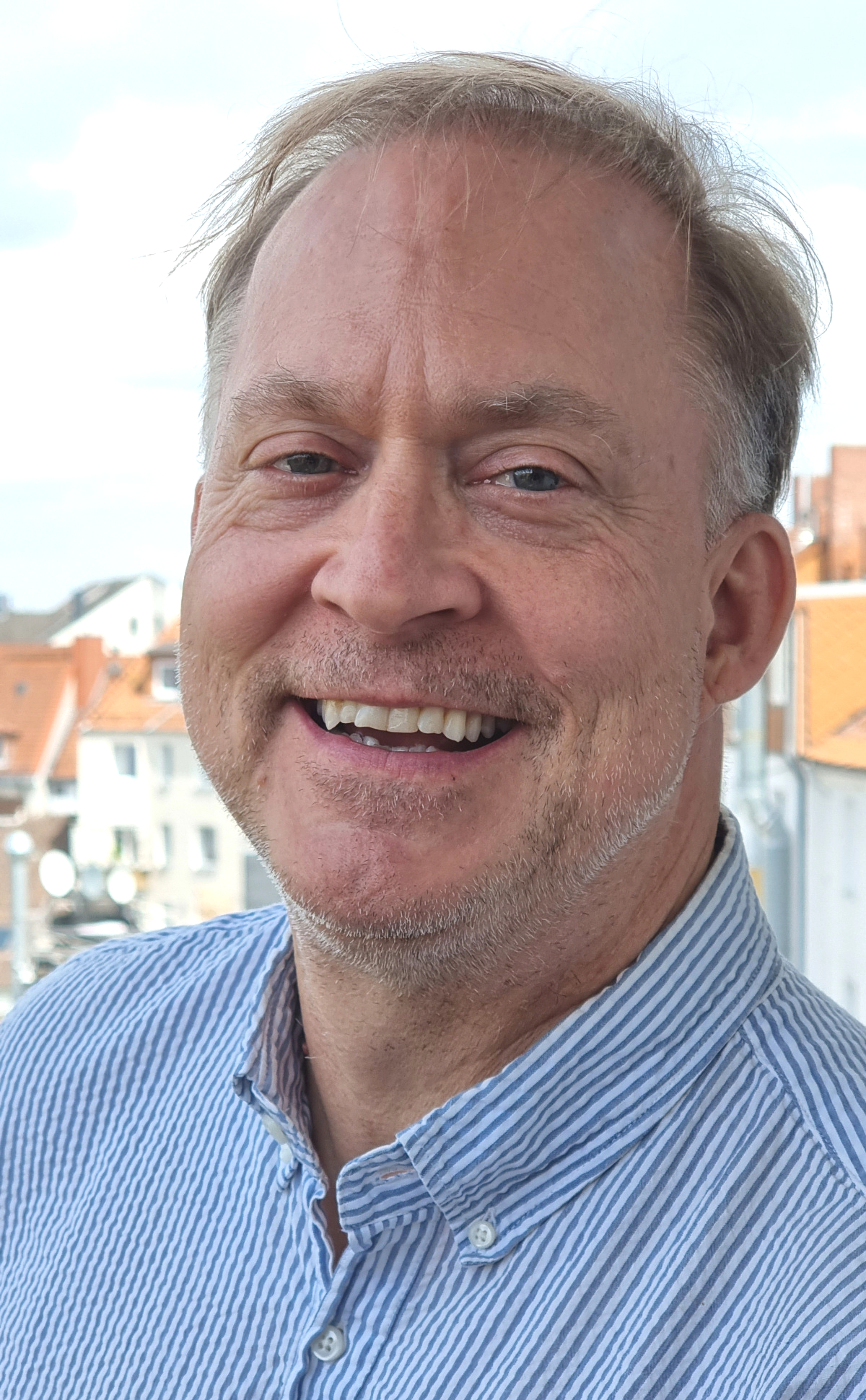
Robert M. Beachy Anfang Juli 2023

Robert M. Beachy (* 5. Januar 1965 in Aibonito, Puerto Rico) ist ein US-amerikanischer Historiker.

## Leben
Robert M. Beachy wuchs in Mennoniten-Gemeinden in Puerto Rico und Indiana auf. Nach der Schulzeit studierte er Geschichte an der Universität Chicago, wo er 1998 seinen Ph.D. erhielt. Anschließend war er als Hochschullehrer am Goucher College in Baltimore, Maryland tätig. Seit 2014 ist er Associate Professor für Geschichte am Underwood International College der Yonsei University in Seoul.
Beachy schrieb als Autor mehrere Bücher. Zu seinen Forschungsschwerpunkten gehören Themen zur Geschichte der Homosexualität, insbesondere in der Historie Deutschlands.

## Schriften
- mit Beatrice Craig, Alastair Owens (Hrsg.): Women Business & Finance in Nineteenth Century Europe: Rethinking Separate Spheres. Berg, 2005.
- The Soul of Commerce. Credit, Property and Politics in Leipzig, 1750–1840. Brill, Leiden 2005.
- mit Ralf Roth (Hrsg.): Who Ran the Cities? Elite and Urban Power Structures, 1700-2000. Ashgate, 2007.
- mit Michele Gillespie (Hrsg.): Pious Pursuits:  German Moravians in the Atlantic World. Berghahn, 2007.
- Gay Berlin. Birthplace of a Modern Identity. Knopf, New York (NY) 2014. 
  - Das andere Berlin. Die Erfindung der Homosexualität. Eine deutsche Geschichte 1867–1933.  Aus dem Englischen von Hans Freundl und Thomas Pfeiffer. Siedler, München 2015.

## Preise und Auszeichnungen
- 2009: Guggenheim-Stipendium[1]